# 1140 Крим
1140 Крим (1140 Crimea) — астероїд головного поясу, відкритий 30 грудня 1929 року.
Тіссеранів параметр щодо Юпітера — 3,284.